# 6. Deutscher Bundestag
Der 6. Deutsche Bundestag bestand zwischen dem 20. Oktober 1969 und dem 13. Dezember 1972. Insgesamt tagte der 6. Deutsche Bundestag in 199 Sitzungen, wobei die letzte Sitzung am 22. September 1972 stattfand. Die Zusammensetzung des 6. Bundestages bestimmte sich durch die Bundestagswahl 1969, die am 28. September 1969 stattfand.
Alterspräsident war William Borm (FDP).
Am 21. Oktober 1969 wählte der 6. Bundestag Willy Brandt (SPD) mit 251 (+14) Ja-Stimmen, 235 (+8) Nein-Stimmen, 4 ungültige Stimmen und 5 Enthaltungen im ersten Wahlgang zum Bundeskanzler.
Die Legislaturperiode endete vorzeitig, nachdem Willy Brandt die Vertrauensfrage stellte. Es handelte sich um eine „unechte Vertrauensfrage“, da sie zum Ziel hatte, diese zu verlieren, um Neuwahlen zu provozieren. Grund dafür war eine instabile Koalition aufgrund zahlreicher Überläufer der FDP zur Union, die zuvor auch gemeinsam ein  konstruktives Misstrauensvotum einleiteten, das Brandt aber knapp gewann. Da die Regierung aber nicht mehr richtig handlungsfähig war, sollten Neuwahlen die Situation klären.

## Mitglieder des Bundestages
Der 6. Bundestag hatte zu Beginn und am Ende der Legislaturperiode insgesamt 496 Abgeordnete (+22 Berliner Bundestagsabgeordnete). Den höchsten Sitzanteil hatte die CDU/CSU mit 242 (+8) Sitzen (Ende: 258), worauf die SPD mit 224 (+13) Sitzen (Ende: 233) folgte. Zudem war im 6. Bundestag noch die FDP (30+1 Sitze am Ende 27 Sitze) vertreten.

## Präsidium des Bundestages
Kai-Uwe von Hassel wurde in der ersten Sitzung mit 411 Ja-Stimmen, 72 Nein-Stimmen und 34 Enthaltungen erneut zum Bundestagspräsidenten gewählt.

## Arbeit

### Gesetze
Insgesamt kam es zur Einbringung von 577 Gesetzesinitiativen in den Bundestag, wovon sich 362 auf Regierungsvorlagen, 44 auf Initiativen des Bundesrates und 171 auf Initiativen des Bundestages verteilen. Insgesamt wurden 335 Gesetze während der 6. Legislaturperiode vom Bundestag verabschiedet.

### Ausschüsse
Der 6. Bundestag hatte 17 ständige Ausschüsse.

## Parlamentarische Kontrolle

### Anfragen, Aktuelle Stunden und Befragungen
Insgesamt kam es während der Legislaturperiode des 6. Bundestages zu 31 großen Anfragen und 569 kleinen Anfragen. Zudem gab es 8 aktuelle Stunden und 176 Fragestunden.

### Untersuchungsausschüsse
Während der Legislaturperiode des 6. Bundestages kam es zu einem Untersuchungsausschuss.

#### 1. Untersuchungsausschuss
Am 1. Oktober 1971 wurde der 1. Untersuchungsausschuss eingesetzt, der auch als „Pan International-Untersuchungsausschuss“ bezeichnet wird. Zwischen dem 13. Oktober 1971 und dem 28. September 1972 fanden 27 Sitzungen statt.

## Sondersitzungen
Während der 6. Wahlperiode gab es zwei Sondersitzungen (die 62. Sitzung am 10. Juli 1970 und die 63. Sitzung am 11. Juli 1970).